# The Rivieras (Doo-Wop-Band)
The Rivieras ist der Name eines US-amerikanischen Gesangsquartetts, das in den 1950er und 1960er Jahren Schallplatten im Musikstil des Doo Wop veröffentlichte.

## Geschichte
Die vier in Englewood (New Jersey) beheimateten Sänger Homer Dunn (Frontsänger), Ronald Cook (Tenor), Andrew Jones (Bariton) und Charles Allen (Bass) gründeten Anfang der 1950er Jahre eine Gesangsgruppe unter dem Namen „The Four Arts“. Ohne die Hilfe eines Managers traten sie zunächst nur im weiteren Umkreis ihres Wohnortes mit Popsongs auf. 1956 nahm sich der Musikmanager und Produzent Warren Lanier des Quartetts an, das sich auf seinen Rat hin in „El-Rivieras“ umbenannte. Ihr Bekanntheitsgrad beschränkte sich weiterhin auf lokaler Ebene, bis der Manager des Popmusik-Quartetts The Ames Brothers, William Fix, auf die Englewooder Sänger aufmerksam wurde. Er stellte den Kontakt zur neu gegründeten Plattenfirma Coed Records her, die die Gruppe unter Vertrag nahm. Unter dem leicht modifizierten Namen „The Rivieras“ wurde im Juli 1958 mit der Katalognummer 503 die erste Single mit den vier Sängern produziert. Ihr A-Seitentitel Count Every Star erreichte sofort die Hot 100 des Musikmagazins Billbord, wo er bis zum Platz 73 aufstieg. Im Original war das Lied 1950 ein Hit für Ray Anthony gewesen. Ein halbes Jahr später hatte die Gruppe, inzwischen von Dick Clark in seiner TV-Show American Bandstand populär gemacht, mit dem Glen-Miller-Song Moonlight Serenade, der in den Hot 100 Platz 47 erreichte, ihren größten Plattenerfolg. Anfang 1960 hatte die Rivieras mit Since I Made You Cry ihre letzte Hot-100-Notierung, kam aber über Platz 93 nicht hinaus. Da die nachfolgenden Platten keine Erfolge mehr einspielten, beendete Coed im Laufe des Jahres 1961 die Zusammenarbeit mit den Rivieras. 1964 brachte die Plattenfirma noch eine Nachzüglerplatte mit zwei bereits früher veröffentlichten Titeln heraus. Danach war die Schallplattenkarriere der Rivieras praktisch beendet. Lediglich in der zweiten Hälfte der 1960er Jahre veröffentlichte das Wiederaufführungs-Label Lost-Nite noch einmal sechs Singles mit alten Rivieras-Titeln. Ebenfalls Ende der 1960er erschien beim Wiederaufführungs-Label Lost ein Musikalbum mit zwölf früheren Titeln der Rivieras.
1963 gründete sich in South Bend (Indiana) eine Surf-Rock-Band, die ab 1964 ebenfalls Schallplatten unter dem Namen The Rivieras herausbrachte. Sie war jedoch personell anders zusammengesetzt.

## Diskografie

### Singles (Coed Records)
| A/B-Seite                                    | Katalog-Nr. | veröffentl. |
| Count Every Star / True Love Is Hard to Find | 503         | 7/1958      |
| Moonlight Serenade / Neither Rain Nor Snow   | 508         | 2/1959      |
| Our Love / Midnight Flyer                    | 513         | 5/1959      |
| Since I Made You Cry / 11th Hour Melody      | 522         | 12/1959     |
| Blessing of Love / Moonlight Cocktails       | 529         | 4/1960      |
| My Friend / Great Big Eyes                   | 538         | 10/1960     |
| Easy to Remember / Stay in My Heart          | 542         | 12/1960     |
| El Dorado / Refrigerator                     | 551         | 6/1961      |
| Moonlight Cocktails / Midnight Flyer         | 592         | 4/1964      |

### Langspielplatte
| The Rivieras Sing Post 2000 |
| Tracks: A: 1 Moonlight Cocktails, 2 Eleventh Hour Melody, 3 Count Every Star, 4 Easy To Remember, 5 Midnight Rider, 6 Moonlight Serenade / B: 1 Our Love, 2 Stay In My Heart, 3 Blessing Of Love, 4 True Love Is Hard To Find, 5 Neither Rain Nor Snow, 6 Serenade In Blue |